# Ecuación de Landau-Lifschitz-Gilbert
En física, la ecuación de Landau-Lifshitz-Gilbert, llamada así por Lev Landau, Evgeny Lifshitz y T.L. Gilbert, es el nombre utilizado para la ecuación diferencial que describe el movimiento de precesión de la magnetización M en un sólido. Es una modificación hecha por Gilbert a la ecuación original de Landau y Lifshitz, que no incluye un término disipativo en la oscilación.
Todas esas formas de la ecuación se usan comúnmente en micromagnetismo para modelar los efectos de un campo magnético externo sobre materiales ferromagnéticos. Particularmente se puede utilizar para modelar el comportamiento los dominios magnéticos de un material, debido a la influencia de un campo magnético externo. Dependiendo de los efectos que se deseen considerar, la ecuación puede incluir un término adicional que describe el efecto de corrientes polarizada en espín.

## La ecuación de Landau-Lifshitz

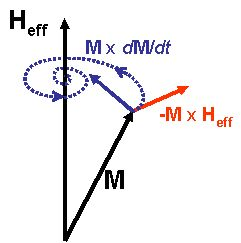
Los términos principales de la ecuación de Landau-Lifshitz-Gilbert: precesión (rojo) y amortiguamiento (azul). La trayectoria de la magnetización (espiral azul punteada) se dibuja bajo la suposición simplificada de que el campo magnético efectivo externo H _{eff} es constante.

En un material ferromagnético, la magnitud de la magnetización M en cada punto es igual al producto de magnetización de saturación Ms (aunque puede ser menor cuando se promedia sobre una parte del volumen) y el vector de magnetización {\displaystyle {\textbf {m}}} . El vector de magnetización es unitario y describe la dirección de los polos magnéticos del material en estudio. La ecuación de Landau-Lifshitz-Gilbert predice la trayectoria de rotación de la magnetización en respuesta a los torques inducidos. Una forma equivalente fue introducida por Landau y Lifshitz (1935) escrita como   
{\displaystyle {\frac {d\mathbf {M} }{dt}}=-\gamma \mathbf {M} \times \mathbf {H_{\mathrm {eff} }} -\lambda \mathbf {M} \times \left(\mathbf {M} \times \mathbf {H_{\mathrm {eff} }} \right)},
donde γ es la relación giromagnética de electrones y λ es un parámetro de amortiguamiento fenomenológico. Usualmente, lambda es reemplazado por
{\displaystyle \lambda =\alpha {\frac {\gamma }{M_{\mathrm {s} }}},}
donde α es una constante adimensional llamada factor de amortiguamiento. El campo efectivo Heff es una combinación del campo magnético externo, el campo desmagnetizante (campo magnético producido por la magnetización) y algunos efectos mecánico cuánticos. Para resolver esta ecuación, se deben incluir ecuaciones adicionales para el campo de desmagnetización.
Utilizando los métodos de la mecánica estadística irreversible numerosos autores han obtenido de forma independiente la ecuación de Landau-Lifshitz.